# 﨑山一弘
崎山 一弘（さきやま かずひろ、1963年3月18日 - ）は、日本の実業家。株式会社シーボン代表取締役社長。

## 人物・経歴
神奈川県出身。1985年、高千穂商科大学（現高千穂大学）商学部卒業。大学卒業後、1985年4月株式会社シーボンへ入社する。同年度中に退社し、1985年8月株式会社チサンレストランへ中途入社をする。1990年1月に再度シーボンへ入社し、2003年2月同社執行役員営業本部直販営業部長、2005年6月取締役営業本部直販営業部担当、2013年6月執行役員、2018年6月取締役執行役員営業本部担当、2020年1月専務取締役執行役員事業本部本部長を歴任し、2021年4月1日付けで同社代表取締役社長に就任した。